# Château de Marines
Cet article possède un paronyme, voir Château de Marin.
 (juin 2023).
Si vous disposez d'ouvrages ou d'articles de référence ou si vous connaissez des sites web de qualité traitant du thème abordé ici, merci de compléter l'article en donnant les références utiles à sa vérifiabilité et en les liant à la section « Notes et références ».
Le château de Marines est un édifice français situé sur la commune de Marines, dans le Val-d'Oise.

## Localisation
L'édifice se situe en France, dans le Val-d'Oise, sur la commune de Marines, place Peyron au carrefour rue Jean-Jaurès (RD 28) / rue de la Libération (qui longe le parc) / boulevard de la République.

## Historique

### Un château de la Renaissance

#### Un bâtiment  édifié par Thiercelin de Brosse
Le château de Marines date de François Ier, son histoire est très liée à l'histoire de la France et à la politique de l'époque. Au cours de la guerre de François Ier contre les armées suisses en 1515, un jeune seigneur se distingue, il se nomme Adrien Thiercelin de Brosse. Pour le récompenser, François Ier lui offre en 1521 la Haute Justice et le tabellionage de Marines. Thiercelin de Brosse y fait alors construire une résidence qui est le château actuel.
Grâce à l'habileté dont il fit preuve pour construire son château, il se vit confier la tâche d'achever le château de Blois ainsi que, à la demande de Marie de Médicis, l'agrandissement du palais du Luxembourg.
Après avoir été conseiller de François Ier, de Brosse devint chancelier de Henri IV.
La région du Vexin est animée par le conflit qui opposent les factions catholique et protestante du royaume, les guerres de religion (1562-1598), en particulier par l'affrontement des ligueurs du duc de Guise et des huguenots de Henri IV. Auparavant, dans les années 1530, Jean Calvin était venu se réfugier dans les bois de l'Arthies tout près de Marines. C'est ici qu'il écrivit ses principales œuvres.
Au cours de cette guerre contre les ligueurs, Henri IV, allant de Poissy à Gisors, s'arrêta chez son conseiller la nuit du 11 août 1589. Il y écrivit une lettre à Monsieur de Saint-Geniès qui combattait pour lui en Navarre. Cette lettre, conservée à la bibliothèque nationale fait foi du passage royal dans les murs du château de Marines ; le roi, dans cette lettre, se soucie bien sûr du déroulement de la guerre sur les marches espagnoles du royaume, mais écrit au sujet des gens du Vexin, « ce sont des gens drôles et bizarres qui habitent dans ce bourg… ».

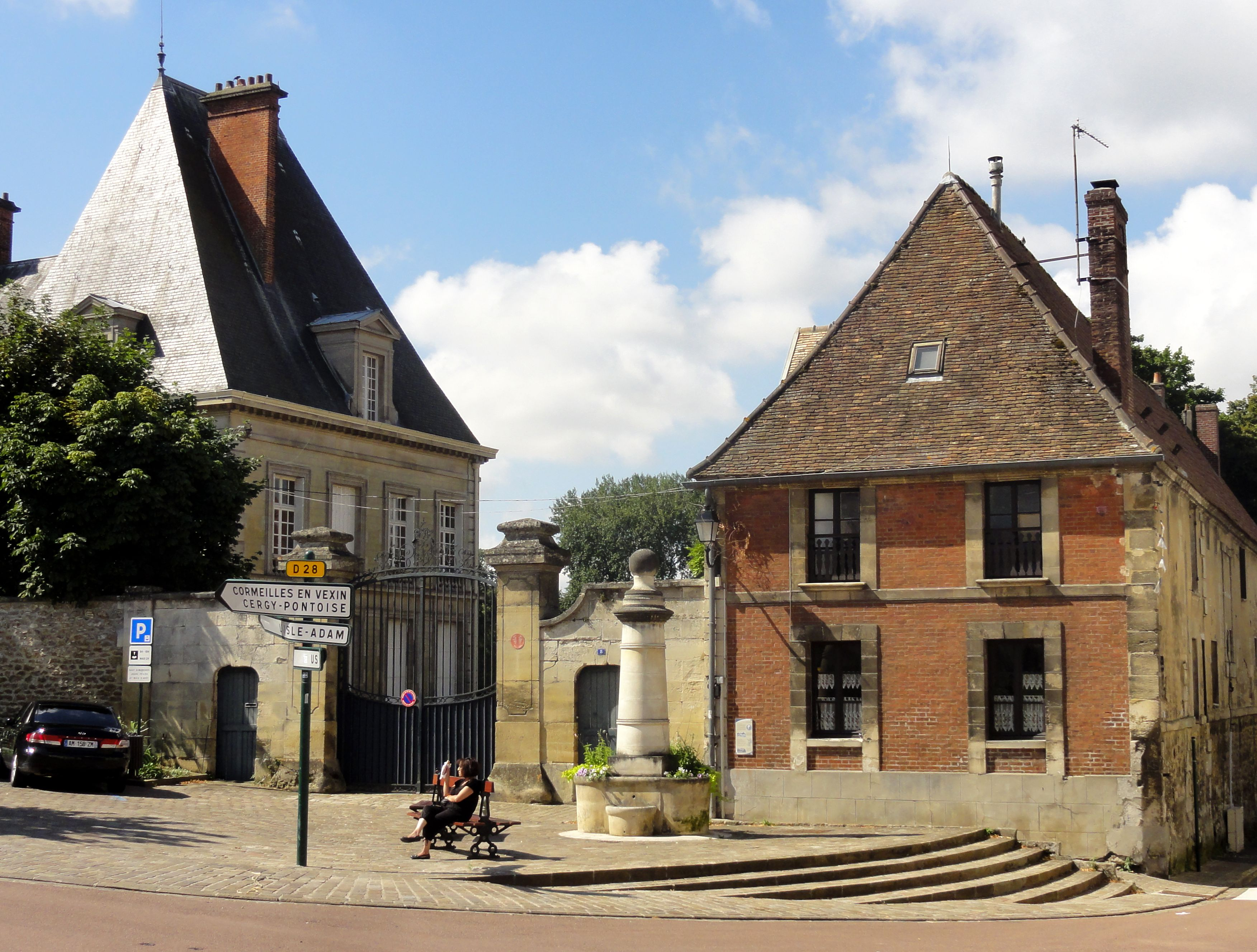
Entrée du château, place Ernest-Peyron.

En 1593 vint l'abjuration de Henri IV. Si ce reniement apaisa un grand nombre de Français, il entraîna aussi la disgrâce de certains de ses anciens fidèles. Ce fut le cas de la famille de Brosse qui fut entièrement ruinée.

#### 1603: Nicolas Brûlart de Sillery
Les Brosse vendirent le domaine de Marines en 1603 à Nicolas Brûlart de Sillery.
Sillery devint à son tour chancelier d’Henri IV dès 1606. Premier garde des sceaux de France, le chancelier de Sillery, grâce à ses relations avec le cardinal de Bérulle, fondateur de l'ordre des Oratoriens, fit construire un important couvent pour les Oratoriens à côté de l'église de Marines, où plus tard Nicolas Malebranche écrivit Les Conversations chrétiennes.
La famille de Sillery conserva le domaine de Marines jusqu'en 1659. L'Oratoire resta attaché au domaine de Marines jusqu'en 1901, date à laquelle la famille Batardy-Joly en fit don à l’évêché de Versailles. Ce fut la dernière donation faite à l'association diocésaine de Versailles avant la séparation de l'Église et de l'État qui intervient en 1905.

### Le château du marquis de Créquy au Grand Siècle

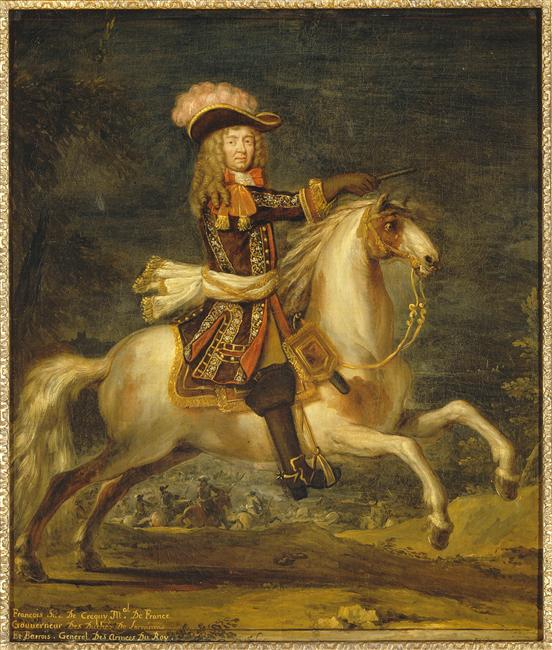
François de Blanchefort de Créquy (1629-1687)

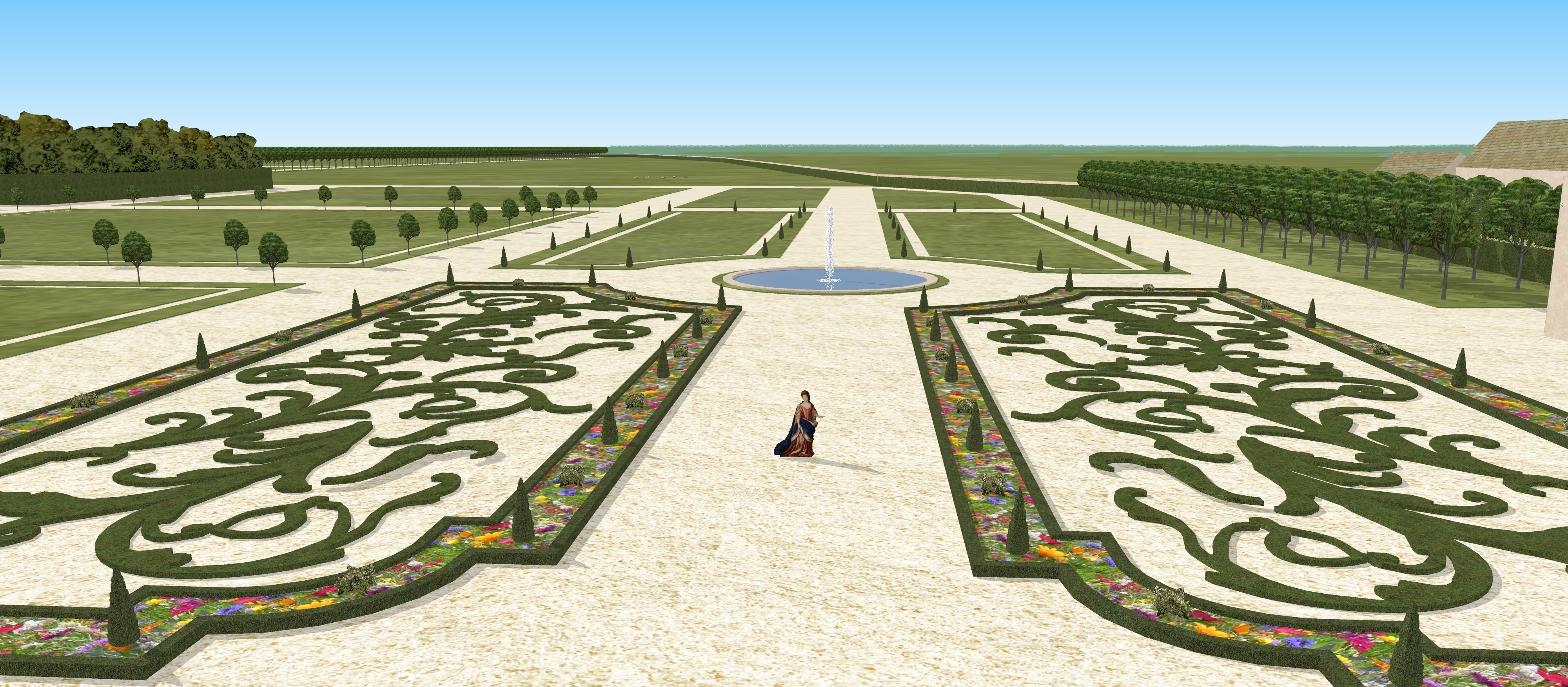
Evocation du parterre du château de Marines (Val-d'Oise), au XVIIe siècle, au temps du maréchal de Créquy

Le 24 janvier 1659, en l'hôtel de Liancourt, rue de Seine à Paris, Louis Brûlart de Sillery, vicomte de Puisieux, baron de Precigny, seigneur de Marines et autres lieux, et Marie-Catherine de La Rochefoucauld, son épouse, cédaient la seigneurie de Marines pour la somme de 660 000 livres tournois (6 000 000 euros) au marquis de Créquy, lieutenant-général des armées du roi (Louis XIV) depuis 1665 devenu ensuite maréchal de Créquy et pair de France.
Le marquis de Créquy fit réaliser par André Le Nôtre le parc à la française qui entoure le château. Il fit également construire par l'architecte Jacques Lemercier une chapelle mortuaire attenante à l'église. Compromis dans le procès Fouquet, il fut destitué de ses charges par le roi, il fut temporairement exilé dans ses terres de Marines avant de revenir en grâce et de suivre une carrière militaire exemplaire qui culmina avec la prise de la ville de Luxembourg en 1684. Il mourut dans son château de Marines en février 1687. Son fils et seul héritier, François-Joseph, fut tué à la bataille de Lizzara (Piémont) le 15 août 1702.

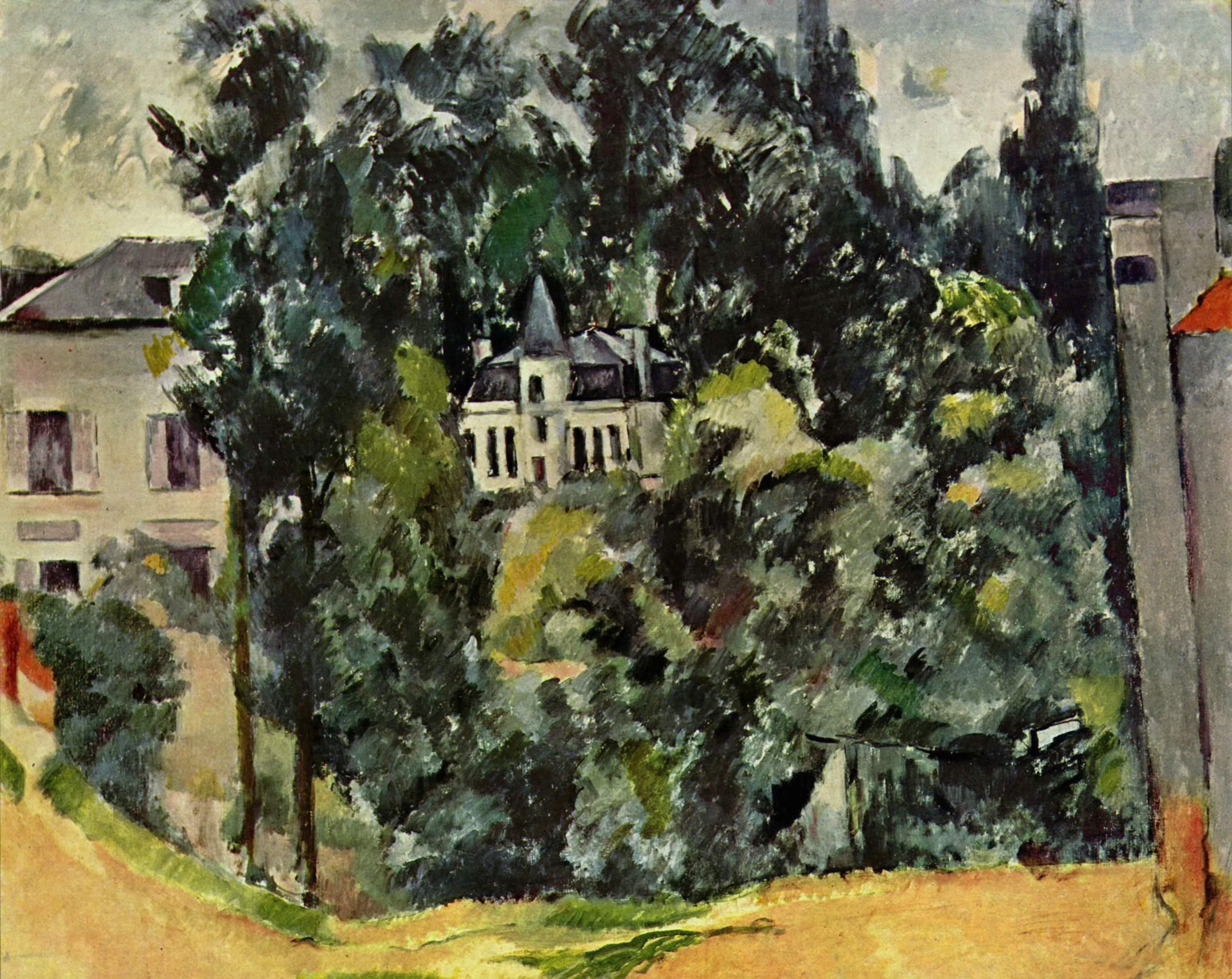
Château de Marines, par Paul Cézanne

Madame de Créquy, fille de la marquise du Plessis-Bellière, conserva la propriété jusqu'en 1714.

### La famille Rivié au XVIIIe siècle
Le domaine fut alors acquis par Thomas Rivié, grand maître des Eaux et Forêts qui devait sa fortune au ministre de la Guerre, Louvois.
Yvonette de Rivié, petite-nièce de Thomas, épousa Louis de Gouy d'Arsy, lieutenant-général. Leur fils, Louis-Marthe de Gouy d'Arsy, colonel des dragons, commandant général de la garde nationale, fut guillotiné le 23 juillet 1794. 

### La famille de Gouy d'Arsy au XIXe siècle
La famille de Gouy d'Arsy conserva le domaine jusqu'en 1889, date à laquelle il fut acquis par Madame Paul Batardy. 

### Au XXe siècle
Au décès de Madame Batardy en 1942, le domaine fut repris par ses petits enfants Monsieur André Joly et sa femme. 
Le domaine appartient encore aujourd'hui à la famille.
Cézanne séjourna à Marines au cours des années 1888 et 1890 et y peignit une toile représentant « le Château de Marines ».
Les plafonds peints des trois pièces du premier étage sont inscrits monument historique par arrêté du 9 novembre 1984, et le parc est classé au titre des sites par arrêté du 25 février 1974.

## Description
Le bâtiment principal du château a peu changé. Cependant une petite tourelle située le long de la place Peyron a disparu. Elle tenait lieu de chambre de Justice, c'était là que les seigneurs exerçaient leur droit de « bâton et de sang ». Les condamnés sortaient directement de la tourelle sur la place publique pour y subir leur châtiment.
Autre changement, les mansardes ont été remplacées par des fenêtres.